# Bittium lacteum
Espèce
Synonymes
- Cerithium elegans Petit[2], 1853 (non Blainv.)[3]
- Cerithium elegans Weinkauff[4], 1868 (non Blainv)[3]
- Cerithium elegans Aradas et Benoit[5], 1870 (non Blainv.)[3]
- Cerithium lacteum Philippi, 1836
- Cerithium algerianum Sowerby G.B. II, 1855
- Cerithium niveum Bivona Ant. in Bivona And., 1838

Bittium lacteum est une espèce de mollusques gastéropodes marins de la famille des Cerithiidae. Elle est trouvée en mer Méditerranée.